# Гурбатов, Сергей Николаевич
Серге́й Никола́евич Гурба́тов (род. 8 февраля 1950) — советский и российский физик. С 2003 по 2015 годы являлся проректором Нижегородского государственного университета. Заслуженный профессор Нижегородского университета.
Главными направлениями научной деятельности являются теория нелинейных случайных волн и турбулентность, волны в случайных средах, нелинейная акустика и акустика океана.

## Биография
В 1967 году окончил общеобразовательную школу № 1 г. Горького (золотая медаль); педагог по физике — Григорий Абрамович Гусаков, педагог по математике — Варвара Ивановна Пивунова. В том же году поступил на радиофизический факультет Горьковского государственного университета.
В 1972 году окончил радиофизический факультет Горьковский государственный университет по специальности «Радиофизика». В 1983 году проходил стажировку в Датском техническом университете. В 1990 году проходил стажировку в Кембриджском университете. В 1985 году защитил докторскую диссертацию по теме «Нелинейное взаимодействие и рассеяние случайных волн в недиспергирующих средах».
В 1986 году был назначен на должность заведующего кафедрой акустики на радиофизическом факультете ННГУ. В 1994—2003 годах занимал должность декана радиофизического факультета.

## Научные достижения
Руководитель ведущей научно-педагогической школы и ведущей научной школы России «Физика нелинейных и случайных волн в приложении к проблемам акустики и радиофизики».

## Преподавательская деятельность
С 1988 года профессор кафедры акустики радиофизического факультета ННГУ. Читает курсы лекций по дисциплинам «Механика сплошной среды», «Нелинейные случайные волны и турбулентность».

## Общественная деятельность
- член редколлегии "Известия вузов.Радиофизика"
- член редколлегии «Акустического журнала»
- член правления и вице-президент Российского акустического общества
- член Американского акустического общества
- член и председатель оргкомитетов ряда всероссийских и международных конференций и научных школ

## Награды
- Заслуженный деятель науки Российской Федерации (2015)[1]
- Лауреат Государственной премии Российской Федерации за цикл работ «Динамика интенсивных шумовых волн и нелинейных структур в средах без дисперсии» (1997)
- Лауреат трёх Государственных научных стипендий (1994, 1997, 2000)
- Соросовский профессор